# Pierre-Yves Jorand
Pierre-Yves Jorand est un navigateur et skieur suisse, né le 20 mai 1963 à Genève.
Il est le directeur de la voilerie North Sails Suisse ainsi que le directeur d'équipe d'Alinghi. 

## Biographie
Il fait ses études dans sa ville natale. Élève brillant, il préfère toutefois s'adonner à sa première passion, le ski. Membre des cadres B de l'équipe Suisse, il obtient plusieurs titres notamment en descente et en slalom géant avant de participer aux Jeux olympiques d’Albertville en 1992.
Cet ancien champion d'Europe de ski de vitesse[réf. nécessaire] a décroché en 1988 le record de Suisse avant de participer aux Jeux olympiques d’Albertville avec l’équipe helvétique. C'est en 1993, après un record personnel à 224,859 km/h au kilomètre lancé (KL) et la naissance de sa première fille qu'il décide d'abandonner les dangers du ski de vitesse pour s’adonner à sa deuxième passion : la voile. 
Il fait partie de la direction de l'antenne suisse de North Sails.
En 2001, il déménage en Nouvelle-Zélande avec sa famille pour la Coupe de l'America 2003. En 2003, Alinghi gagne la coupe de l'America à Valence en Espagne. Ils remporteront une nouvelle fois la coupe en 2007. Il est à bord d'Alinghi 5 lors de la défaite de la Suisse face aux Américains.
Il est régleur de grand-voile à bord du D35 Alinghi. Après une 32e America’s Cup dans le rôle du coach, il rejoint le sailing team [Quoi ?] au poste de chariot de grand voile. Pour ce fou de vitesse, le passage du monocoque au multicoque est une excellente nouvelle. 
Depuis tout jeune Pierre-Yves multiplie les navigations sur tous types de bateaux et régate… pour gagner. Il développe pour cela un sens aiguisé pour l’efficience et passe maître dans l'art d'améliorer les performances. Il s'agit d'ailleurs de l’un de ses rôles de prédilection au sein de l’équipe Alinghi qu’il intègre dès ses débuts en 1994. 
Aux côtés d’Ernesto Bertarelli, il régate en multicoque dès l’acquisition du premier trimaran de l’équipe surnommé le Rouge (ex Poséidon), puis sur le Jaune, et le Black. Il participe à l’aventure des Maxi One Design et se lance dans le challenge America’s Cup au tout début des années 2000. Suivent en parallèle et depuis 2004 les saisons monotypes de D35, Extreme 40 et GC32.
Son profil d’analyste rigoureux et fin régatier fait de lui un acteur clé des deux victoires sur l’America’s Cup, des nombreux Bol d’Or remportés et des succès réguliers aux championnats de D35 et de GC32.

## Palmarès en voile
- 2019 : Champion du monde de GC32
- 2019 : 3e au Bol d'Or Mirabaud avec Alinghi
- 2018 : Champion du monde de GC32
- 2018 : 3e au Grand Prix Realstone
- 2018 : Vainqueur du Grand Prix de Versoix
- 2018 : Vainqueur de la Genève - Rolle - Genève
- 2018 : Vainqueur du D35 Trophy
- 2017 : Vainqueur du D35 Trophy
- 2017 : Vainqueur du Grand Prix Alinghi
- 2017 : Vainqueur au Bol d'Or Mirabaud avec Alinghi
- 2017 : 2e de la Genève - Rolle - Genève
- 2014 : Vainqueur de l'act 3 en Extreme Sailing Series avec Alinghi
- 2013 : Champion d'Europe Esse 850
- 2013 : 3e au Bol d'Or Mirabaud avec Alinghi
- 2011 : Vainqueur au Bol d'Or Mirabaud avec Alinghi
- 2010 : Champion d'Europe Esse 850
- 2007 : Vainqueur de la Coupe de l'America en tant qu’entraîneur avec Alinghi
- 2003 : Vainqueur de la Coupe de l'America avec Alinghi
- 2003 : Vainqueur de la Coupe Louis Vuitton avec Alinghi
- 1997-2011 : Vainqueur de six Bol d'Or sur Alinghi
- 1998 : Vainqueur, Sardinia Cup
- 1988 : Champion d'Europe de Surprise
- 1978-84 : Championnats de 470

## Vie privée
Marié à Christine Jorand, le couple a deux filles : Margaux, née le 2 janvier 1993 et Mélanie, née le 21 novembre 1995. Il partage aves ses filles les passions du ski, et de l'équitation. 